# Dasineura hisarensis
Dasineura hisarensis är en tvåvingeart som beskrevs av Sharma 1991. Dasineura hisarensis ingår i släktet Dasineura och familjen gallmyggor. Inga underarter finns listade i Catalogue of Life.